# Парфирьева, Анастасия Артёмовна
Анастасия Артёмовна Парфирьева (25 июля 2000, Уфа) — российская футболистка и игрок в мини-футбол, вратарь.

## Биография
Воспитанница уфимского футбола, первый тренер — Альбина Минулловна Рашитова. Неоднократно признавалась лучшим вратарём юниорских первенств России — в 2016 году в составе сборной Башкортостана, в 2017 году в составе сборной Пермского края, в 2018 году в составе сборной Башкортостана, однако командных медалей не завоёвывала.
Во взрослом футболе выступала с 2016 года за «Уфу» в первом дивизионе России, при этом в ряде матчей играла на позиции полевого игрока. В 2019 году перешла в «Торпедо» (Ижевск), выступавшее в высшей лиге, была дублёром Татьяны Дроновой. Единственный матч за клуб в чемпионате России сыграла 26 апреля 2019 года против клуба «Звезда-2005», заменив на 87-й минуте Дарью Ерёменкову, при чём выступала как полевой игрок.
Вызывалась в сборные России младших возрастов с 15 до 19 лет, однако в официальных матчах не участвовала.
С 2020 года выступала в мини-футболе за клуб высшей лиги России «СШОР 3 — УралГУФК» (Челябинская область). По состоянию на 2021 год являлась капитаном команды.
В 2023 году в составе «Сборной Челябинской области» принимала участие в первом дивизионе по большому футболу. В зональном турнире сыграла все 6 матчей и стала победительницей. В финальном турнире также выходила на поле, её команда финишировала на 7 месте.